# Bishweshwar Prasad Koirala

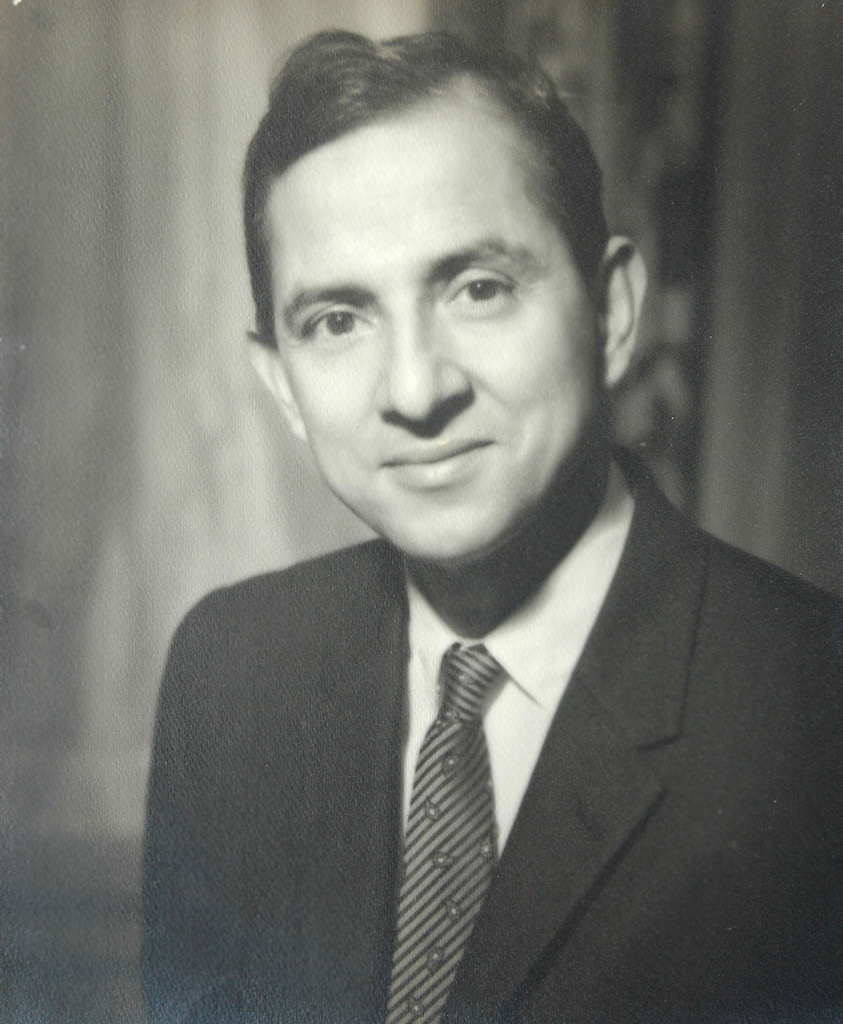
BP (Bishweshwar Prasad) Koirala

Bishweshwar Prasad Koirala (Nepali विश्वेश्वरप्रसाद कोइराला Viśvēśvarprasād kō'irālā; * 8. September 1914 in Benares, Indien; † 21. Juli 1982 in Kathmandu) war ein nepalesischer Politiker und Bruder der nepalesischen Premierminister Matrika Prasad Koirala und Girija Prasad Koirala.
Koirala begann seine politische Laufbahn als Mitglied der indischen Kongresspartei. Nach der Unabhängigkeit Indiens gründete er die Kongresspartei in Nepal und führte sie 1959 bei den ersten demokratischen Parlamentswahlen zum Sieg, woraufhin er das Amt des Premierministers übernahm. Sein Versuch, in Nepal eine konstitutionelle Monarchie einzuführen, scheiterte bereits 1960, als König Mahendra Koirala als Premierminister absetzte. Später zeitweise inhaftiert, wurde er erst kurz vor seinem Tod 1982 rehabilitiert.
Seine Enkelin ist die Schauspielerin Manisha Koirala.